# A magyar labdarúgó-válogatott 2019. november 19-i mérkőzése
A magyar labdarúgó-válogatott hetedik Európa-bajnoki selejtezője Wales ellen, 2019. november 19-én. Ez volt a magyar labdarúgó-válogatott 943. mérkőzése. 

## Helyszín
Cardiff City Stadion

## Keretek
megjegyzés: A táblázatokban szereplő adatok a mérkőzés előtti állapotnak megfelelőek.

## Örökmérleg a mérkőzés előtt
| Sorszám | Időpont     | Helyszín  | Eredmény  | Kiírás       |
| ------- | ----------- | --------- | --------- | ------------ |
| 1/351   | 1958.06.08. | Sandviken | 1–1 (1–1) | vb-csoport   |
| 2/354   | 1958.06.17. | Stockholm | 1–2 (1–0) | vb-csoport   |
| 3/378   | 1961.05.28. | Budapest  | 3–2 (2–1) | –            |
| 4/396   | 1962.11.07. | Budapest  | 3–1 (2–1) | Eb-selejtező |
| 5/398   | 1963.03.20. | Cardiff   | 1–1 (0–1) | Eb-selejtező |
| 6/489   | 1974.10.30. | Cardiff   | 0–2 (0–0) | Eb-selejtező |
| 7/494   | 1975.04.16. | Budapest  | 1–2 (0–1) | Eb-selejtező |
| 8/596   | 1985.10.16. | Cardiff   | 3–0 (1–0) | –            |
| 9/782   | 2004.03.31. | Budapest  | 1–2 (1–1) | –            |
| 10/795  | 2005.02.09. | Cardiff   | 0–2 (0–0) | –            |
| 11/937  | 2019.06.11. | Budapest  | 1–0 (0–0) | Eb-selejtező |

| M  | Gy | D | V | G+ | G– | Gk | %     |
| -- | -- | - | - | -- | -- | -- | ----- |
| 11 | 4  | 2 | 5 | 15 | 15 | 0  | 45,45 |

Források: , 

## A mérkőzés
| 2019. november 19. 20:45 |

| Wales          | 2–0               | Magyarország |
| -------------- | ----------------- | ------------ |
| Ramsey 15' 47' | (1–0) Jegyzőkönyv |              |

| Cardiff City Stadion, Cardiff Játékvezető: Ovidiu Hațegan (román) |

### A mérkőzés statisztikái
| Wales  |                      | Magyarország |
| ------ | -------------------- | ------------ |
| 45 (%) | Labdabirtoklás       | 55 (%)       |
| 2      | Gól                  | 0            |
| 2      | Sárga lap            | 2            |
| 0      | Piros lap            | 0            |
| 2      | Szöglet              | 2            |
| 0      | Les                  | 5            |
| 15     | Lövés                | 5            |
| 5      | Kaput eltalált lövés | 2            |
| 6      | Blokkolt lövés       | 1            |
| 327    | Passz                | 468          |
| 259    | Sikeres passz        | 387          |
| 79 (%) | Passz hatékonyság    | 83 (%)       |
| 15     | Szabálytalanságok    | 21           |